# Zappa (unità di misura)
La zappa era un'antica unità di misura per la portata idrica adottata nel Regno di Sicilia fino alla parificazione delle unità di misura avvenuta sotto il regime sabaudo il 28 luglio del 1861. Il suo valore, rapportato al litro, varia da epoca e da area geografica, mantenendosi comunque tra i 7,5 e gli 8,5 litri/secondo circa.

## Storia
Questa unità di misura era sfruttata soprattutto dalle regie amministrazioni per regolare i flussi di acqua da destinarsi all'uso agricolo, essa infatti appare adottata nei carteggi emessi dal senato e dalla real corte di Sicilia al posto del litro al secondo (l/s).
Nel 1850, sotto il tardo regime borbonico, si unificarono le diverse varianti locali per tutta l'Isola, parificando la misura al computo di Palermo, raggiungendo il valore di circa 8,576 litri/secondo. A Catania, prima della parificazione, essa era pari a circa 7,608 litri/secondo.
Nel Sistema di misura Siciliano prima del 1860 e ragguagli con il Sistema metrico decimale stilato in occasione della parificazione delle unità di misura del 1861, la zappa arrivò al valore di 12,88 litri/secondo, pari a 46 metri cubi per ora.

## Sottomultipli
La zappa era composta da:
- quattro darbi;
- sedici aquile;
- sessantaquattro dinari, o talora il tarì avente pari valore;
- 256 pinne.